# The Curtain Pole
The Curtain Pole est un court métrage muet américain de comédie en noir et blanc réalisé par D. W. Griffith, sorti en 1909.

## Synopsis
Un homme est en difficulté avec sa tringle à rideaux.

## Fiche technique
- Titre : The Curtain Pole
- Réalisation : D. W. Griffith
- Scénario : G. W. Bitzer, Mack Sennett et/ou D. W. Griffith[1]
- Société de production et de distribution : American Mutoscope and Biograph Company[2]
- Photographie : G. W. Bitzer
- Pays de production :  États-Unis
- Format[3] : Noir et blanc - Muet - 1,33:1 ou 1,37:1[4] - 35 mm[4],[5]
- Longueur de pellicule : 765 pieds (233 mètres[5])
- Durée : 13 minutes (à 16 images par seconde)[3]
- Genre : Comédie[4]
- Date de sortie : 15 février 1909

## Distribution
Les noms des personnages proviennent de l'Internet Movie Database.
- Mack Sennett : M. Dupont
- Linda Arvidson : une des organisatrices de la fête / la femme dans la rue
- Clara T. Bracy
- Florence Lawrence : Mme Edwards
- Harry Solter : M. Edwards
- Jeanie Macpherson : une des organisatrices de la fête / la nurse d'enfant avec la poussette
- Arthur V. Johnson : l'homme dans le bar / le vendeur de légumes / l'invité à la fête
- George Gebhardt : l'homme au haut de forme[1]

## Autour du film
- Les scènes du film ont été tournées les 16 et 22 octobre 1908 dans les studios de la Biograph à New York et à Fort Lee, dans le New Jersey.
- À sa sortie, le film a été présenté sur la même bobine que His Ward's Love[4] et des copies existent encore aujourd'hui[4].

### Source
- Jean-Loup Passek et Patrick Brion, D.W. Griffith : Le Cinéma, Paris, Cinéma/Pluriel - Centre Georges Pompidou, 1982, 216 p. (ISBN 2-86425-035-7)